# Calcio ai XV Giochi del Mediterraneo - Qualificazioni gruppo B
Tutte le partite relative alle qualificazioni del gruppo B per il torneo di calcio ai XV Giochi del Mediterraneo si svolsero allo stadio municipale San Domenico di El Ejido.

## Classifica
| Gruppo B | Gruppo B | Gruppo B | Gruppo B | Gruppo B | Gruppo B | Gruppo B | Gruppo B | Gruppo B |
| Squadra  | G        | V        | N        | P        | F        | S        | DR       | PT       |
| -------- | -------- | -------- | -------- | -------- | -------- | -------- | -------- | -------- |
| Turchia  | 3        | 1        | 1        | 0        | 6        | 1        | +5       | 4        |
| Spagna   | 3        | 1        | 1        | 0        | 3        | 1        | +1       | 4        |
| Malta    | 3        | 0        | 0        | 2        | 0        | 7        | -7       | 0        |

## Incontri
| El Ejido 23 giugno 2005                                  | Spagna    | 2 – 0 | Malta | Stadio San Domenico |
| \| \| \| \| \| Kepa 77’ Arizmendi 82’ \| Marcatori \| \| |           |       |       |                     |
|                                                          |           |       |       |                     |
| Kepa 77’ Arizmendi 82’                                   | Marcatori |       |       |                     |

| El Ejido 25 giugno 2005                                        | Spagna    | 1 – 1             | Turchia | Stadio San Domenico |
| \| \| \| \| \| Puerta 52’ \| Marcatori \| 65’ Cafercan Aksu \| |           |                   |         |                     |
|                                                                |           |                   |         |                     |
| Puerta 52’                                                     | Marcatori | 65’ Cafercan Aksu |         |                     |

| El Ejido 27 giugno 2005                                                            | Turchia   | 5 – 0 | Malta | Stadio San Domenico |
| \| \| \| \| \| Feridun Sungur Cafercan Aksu Arda Turan (2) Reis \| Marcatori \| \| |           |       |       |                     |
|                                                                                    |           |       |       |                     |
| Feridun Sungur Cafercan Aksu Arda Turan (2) Reis                                   | Marcatori |       |       |                     |